# Широке (Чугуївський район)
Широ́ке — село в Україні, у Старосалтівській селищній територіальній громаді Чугуївського району Харківської області. Населення становить 28 осіб. (2015 рік)

## Географія
Село Широке знаходиться на початку балки Розрита, за 2 км від річки Хотомелька, на відстані 2 км розташовані села Радькове, Гонтарівка і Вишневе.

## Історія
12 червня 2020 року, відповідно до розпорядження Кабінету Міністрів України № 725-р «Про визначення адміністративних центрів та затвердження територій територіальних громад Харківської області», село увійшло до складу  Старосалтівської селищної громади.
19 липня 2020 року в результаті адміністративно-територіальної реформи та ліквідації Вовчанського району увійшло до Чугуївського району.